# Balabanus quadrispinosus
Balabanus quadrispinosus – gatunek kosarza z podrzędu Laniatores i rodziny Epedanidae. Jedyny znany przedstawiciel monotypowego rodzaju Balabanus